# Taormina
Taormina (siciliană: Taurmina, greacă: Ταυρομένιον Tauromenion, latină: Tauromenium, arabă: Ṭabarmīn طبرمين) este un  orășel de pe coasta de est a insulei Sicilia, Italia, în provincia Messina, aproximativ la jumătatea distanței între Messina și Catania. Taormina a fost o atracție turistică renumită încă din secolul al XIX-lea. Ea are plaje largi la Marea Ionică, apa mării este deosebit de caldă, având un conținut ridicat de sare. La Taormina se poate ajunge de pe autostrada Messina - Catania.

## Demografie
Taormina - evoluția demografică

|  | Graficele sunt indisponibile din cauza unor probleme tehnice. Mai multe informații se găsesc la Phabricator și la wiki-ul MediaWiki. |

Date: Recensăminte sau birourile de statistică - grafică realizată de Wikipedia

## Personalități
- Pancrațiu de Taormina, episcop, sfântul patron al orașului, sărbătorit pe 9 iulie  (sărbătoare populară)

## Galerie de imagini

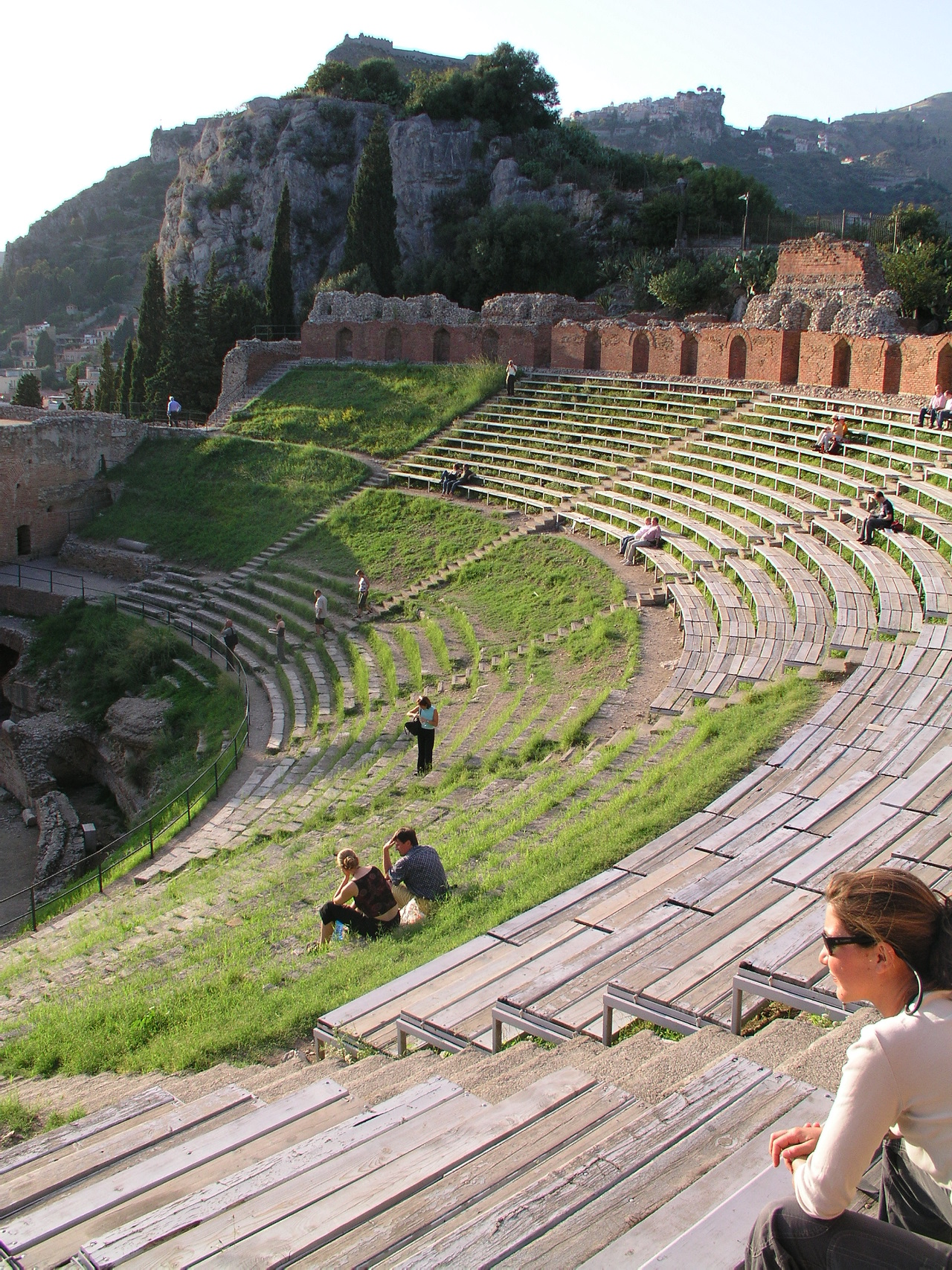
Teatrul grecesc